# أكاكي جوجيا
أكاكي جوجيا (بالألمانية: Akaki Gogia) (18 يناير 1992 بروستاوي في جورجيا - ) هو لاعب كرة قدم ألماني في مركز الوسط. شارك مع منتخب ألمانيا لكرة القدم تحت 18 سنة ومنتخب ألمانيا تحت 19 سنة لكرة القدم. أما مع النوادي، فقد لعب مع نادي آوغسبورغ ونادي برينتفورد ونادي سانت باولي ونادي فولفسبورغ ونادي هالشر.

## وصلات خارجية
- أكاكي جوجيا على موقع الاتحاد الأوربي (الإنجليزية)
- أكاكي جوجيا على موقع إي إس بي إن إف سي (الإنجليزية)
- أكاكي جوجيا على موقع قاعدة بيانات كرة القدم.إي يو (الإنجليزية)
- أكاكي جوجيا على موقع بيانات كرة القدم. دي إي (الألمانية)
- أكاكي جوجيا على موقع Soccerbase.com (لاعب) (الإنجليزية)
- أكاكي جوجيا على موقع Soccerway.com (الإنجليزية)
- أكاكي جوجيا على موقع عالم كرة القدم.نت (الإنجليزية)
- أكاكي جوجيا على موقع AS.com (الإسبانية)